# 圣埃尔布隆
圣埃尔布隆（法語：Saint-Erblon，法語發音：[sɛ̃.t‿ɛʁblɔ̃]）是法国伊勒-维莱讷省的一个市镇，位于该省中南部，属于雷恩区和雷恩都会区，其市镇面积为10.93平方公里，2022年1月1日时人口数量为3615人。
圣埃尔布隆是雷恩都会区的组成部分，是雷恩的一个卫星城。

## 行政
圣埃尔布隆的邮政编码为35230，INSEE市镇编码为35266。当地居民被称为。

## 地理

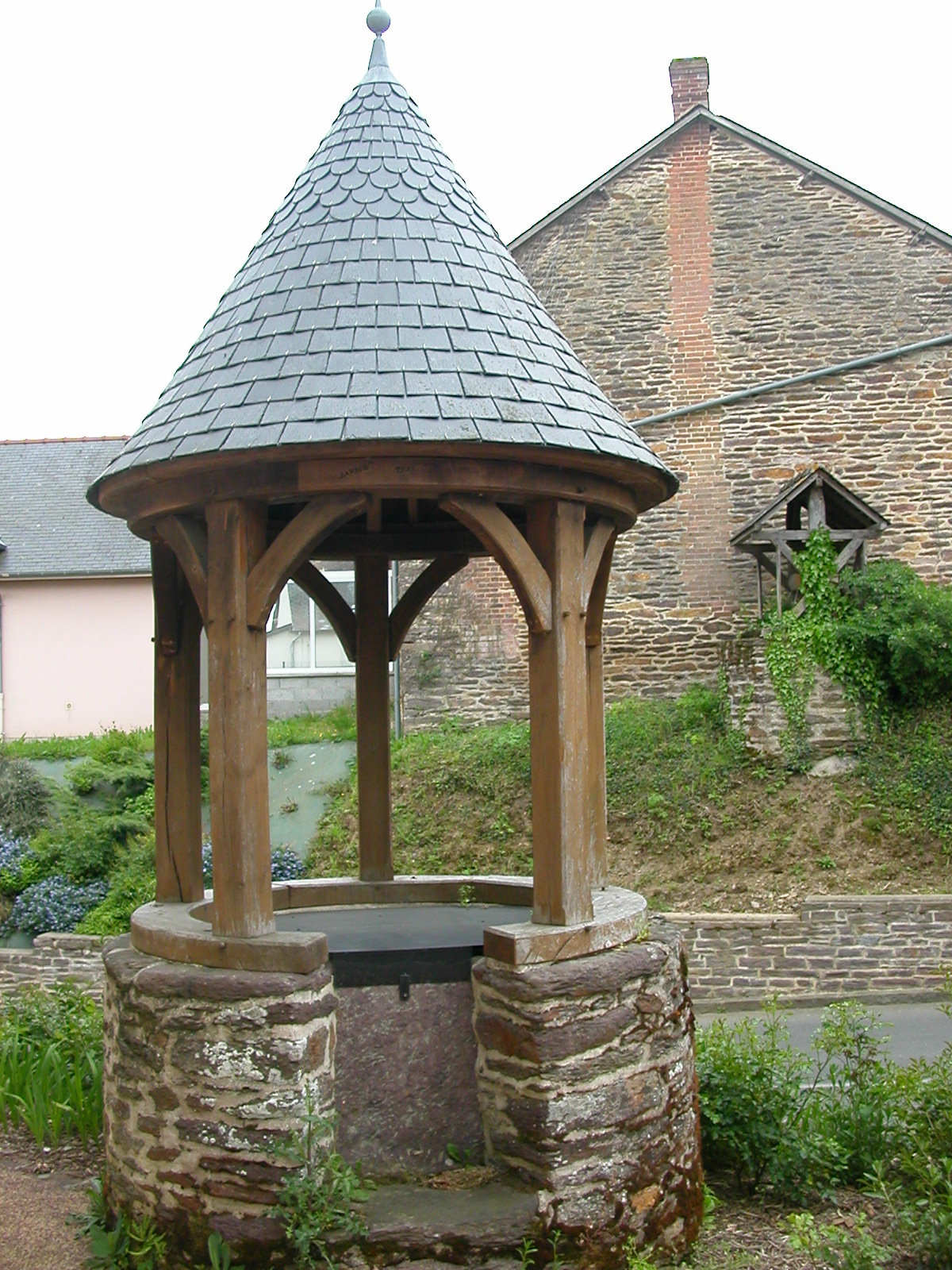
镇中心的水井

圣埃尔布隆（48°1'8"N, 1°39'6"W）位于法国西北部，布列塔尼大区东部和伊勒-维莱讷省中南部，距离省会雷恩大约12公里。
与圣埃尔布隆接壤的市镇包括：塞什河畔努瓦亚勒沙蒂永、布尔巴雷、奥热尔、塞什河畔韦恩、蓬佩昂。
圣埃尔布隆境内地势平坦，海拔在20至49米之间。
塞什河自东向西流经境内北部，为维莱讷河的一条支流。
按照柯本气候分类法，圣埃尔布隆属于较为典型的温带海洋性气候，全年温差较小，降水分布均匀。

## 交通
伊勒-维莱讷省省道D36线、D82线和D286线在圣埃尔布隆境内交汇。雷恩公交61路、74路和快速161线经过圣埃尔布隆境内并设有站点。

## 政治
现任圣埃尔布隆市长为马蒂厄·波莱先生（Matthieu Pollet），他是一名左翼无党派人士。

## 人口
| 年份   | 1936  | 1946  | 1954  | 1962  | 1968 | 1975  | 1982  | 1990  | 1999  | 2005  | 2010  | 2015  | 2017  |
| ------ | ----- | ----- | ----- | ----- | ---- | ----- | ----- | ----- | ----- | ----- | ----- | ----- | ----- |
| 人口數 | 1,425 | 1,750 | 1,779 | 1,847 | 681  | 1,108 | 1,238 | 1,708 | 2,230 | 2,421 | 2,482 | 2,879 | 3,078 |

## 历史文物
- 圣埃尔布隆公墓十字架（法语：Croix de cimetière de Saint-Erblon (Ille-et-Vilaine)）为法国国家文物保护单位。